# Макбет Сібая
Макбет Сібая (англ. MacBeth Sibaya, *20 березня 1980, Дурбан, ПАР) — південноафриканський футболіст, півзахисник казанського «Рубіна» та національної збірної ПАР.

## Клубна кар'єра
Макбет Сібая виступав за місцеві команди своєї провінції. У 1998 провів кілька матчів за команду другого угорського дивізіону «III. Керулеті». 1999 року його запросили до відомого в Південній Африці клубу «Джомо Космос», в якому він себе дуже вдало зарекомендував і став основним гравцем. Тому у 2002 році він був запрошений до Європи, в норвезький «Русенборг», але закріпитися в основі команди йому не вдалося. Тоді він подався до Росії в Казань й став одним з лідерів місцевого «Рубіна». 
Учасник фінальної частини 19-го Чемпіонату світу з футболу 2010 в Південно-Африканській Республіці.

## Титули і досягнення
- Чемпіон Росії (2):

«Рубін»: 2008, 2009
- Володар Суперкубка Росії (1):

«Рубін»: 2010